# Hyalonema lamella
Hyalonema lamella är en svampdjursart som beskrevs av Schulze 1900. Hyalonema lamella ingår i släktet Hyalonema och familjen Hyalonematidae. Inga underarter finns listade i Catalogue of Life.